# Darkhaus
Darkhaus (сочетание англ. Dark и нем. Haus) — основанная в 2011 году интернациональная рок-группа, играющая в жанре Alternative Rock. Группа состоит из пяти человек, представляющих четыре разные страны (США, Германия, Австрия, Шотландия), что, по словам участников Darkhaus, помогает им не устанавливать каких-либо пределов или границ для группы, находиться в поисках универсального "всемирного" звучания.

## История
История группы началась в 2011 году, когда американец Гэри Мескил (основатель и фронтмен нью-йоркской хардкор-группы Pro-Pain) предложил австрийскому композитору Руперту Кеплингеру (Eisbrecher) (работавшему также с Oomph!, Eisbrecher, Петером Маффаем и др.) совместно написать несколько песен . Позднее было принято решение организовать группу и к ним присоединились американец Маршалл Стивенс (также из Pro-Pain), немец Пауль Келлер и вокалист из Шотландии Кенни Ханлон.
В марте 2013 года группа подписала контракт с немецкой звукозаписывающей компанией SPV GmbH.
В октябре 2013 года Darkhaus выпустили видео на песню Ghost.
В ноябре 2013 года вышел дебютный альбом Darkhaus My only Shelter. Альбом был положительно встречен критиками, отмечавшими уникальность звучания и смешение музыкальных стилей.
В конце 2013 и 2014 году Darkhaus были в турах и выступали на разогреве у таких групп, как Unzucht, Eisbrecher, Subway to Sally, Letzte Instanz. Кроме того, в августе 2014 года Darkhaus были участниками крупного немецкого музыкального фестиваля M’era Luna Festival. 16 ноября 2014 года в Оберхаузене состоялось первое хедлайнер-шоу Darkhaus. Немецкий журнал Sonic Seducer (печатная версия) назвал Darkhaus лучшими новичками 2014 года.
В марте 2015 года вышел EP Darkhaus под названием Providence. Также в 2015 году группа выступила на нескольких музыкальных фестивалях, в том числе Amphi Festival и Wave-Gotik-Treffen, а также была в туре вместе с Lord of the Lost.
30 сентября 2016 года вышел новый альбом группы - When Sparks Ignite.

## Дискография

### Альбомы
- 2013: My Only Shelter
- 2016: When Sparks Ignite

### EP (мини-альбом)
- 2015: Providence

### Видео
- 2013: Ghost
- 2014: Life Worth Living
- 2015: Side Effect of Love
- 2016: All of Nothing